# ズヴェズダン・テルジッチ
ズヴェズダン・テルジッチ（セルビア語: Звездан Терзић, ラテン文字転写: Zvezdan Terzić、1966年5月21日 - ）は、セルビア（旧ユーゴスラビア）の元サッカー選手。ポジションはディフェンダー。現在はレッドスター・ベオグラードのゼネラルマネージャーを務める。

## 経歴
現役時代はFK AIKバチュカ・トポラ、OFKベオグラード、AGSKカストリアに在籍した。
現役引退後は1997年にOFKベオグラードのディレクターに就任すると、2005年1月にセルビアサッカー協会会長に選出され、2008年3月まで在任した。
2014年12月21日、レッドスター・ベオグラードのゼネラルマネージャーに就任した。